# Школа бізнесу (Умео)

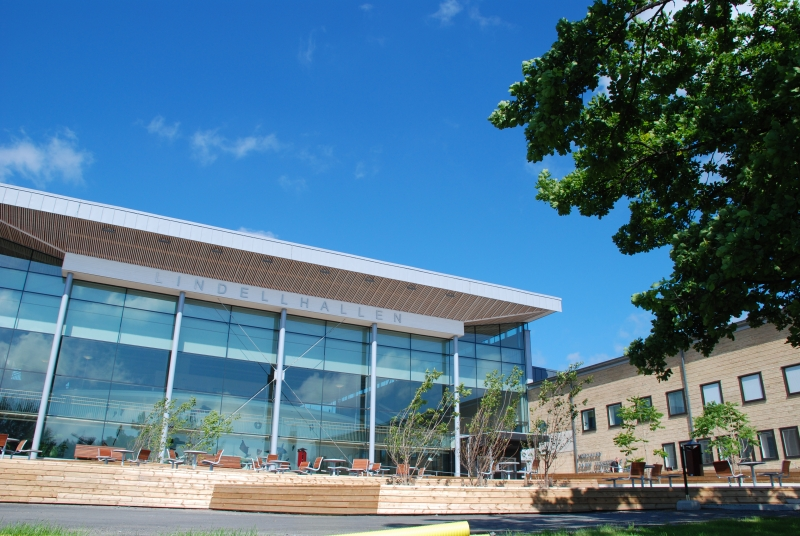
Лілендхален в Універсітемі Умео

Школа бізнесу (швед. USBE) або (швед. Handelshögskolan) — бізнес-школа університету Умео на півночі Швеції. Близько 2000 студентів навчаються у USBE. Школа пропонує одну програму бакалавра, чотири програми бакалаврату (Civilekonomprogram), сім програм магістра (включаючи Mundus магістерської програми Erasmus В області стратегічного управління проектами) і докторські програми.
Міжнародна атмосфера має важливе значення для бізнес-школи та пропонує одну програму бакалаврату (International Business Program) і програми кандидатських і докторських програм англійською мовою. USBE також приймає велику кількість іноземних студентів.
USBE розташована в самому центрі університетського кампусу і є місцем зустрічі обраних для всіх навчальних дисциплін. Це також дає USBE-студентам можливість взяти активну участь у студентському середовищі, що створене для 37000 студентів Університету Умео.

## Організація
Школа бізнесу та економіки Умеа має три відділи: Департамент ділового адміністрування, факультет економіки та Департамент статистики.

### Центр кар'єри USBE
Центр кар'єри USBE концентрується в основному на наданні допомоги своїм випускникам у переході між завершенням освіти і діловим світом.

## Освіта

### Магістерські програми
- Магістерська програма в галузі бухгалтерського обліку
- Магістерська програма в галузі фінансів
- Програма магістра в галузі розвитку та інтернаціоналізації бізнесу
- Магістерська програма в галузі управління
- Магістерська програма в галузі маркетингу
- Програма магістра в галузі економіки
- Магістерська програма в галузі стратегічного управління проектами

### Програми бакалавра
- Міжнародна бізнес-програма — англійською мовою
- Програма ділового адміністрування та економіки — шведською мовою
- Програма різниці та управління ланцюгами поставок
- Сервіс Managementprogramet — шведською мовою
- Програма бакалавра в галузі статистики